# Ustupo
Ustupo, ook Ustupu o isla Conejo Pintado o Ñeque, is een plaats (lugar poblado) in de gemeente (distrito) Gunayala (provincie Gunayala) in Panama. In 2010 was het inwoneraantal 2200. 